# 黄耀曾
黄耀曾（1912年11月11日—2002年12月17日），男，江苏南通人，中国有机化学家，曾任中国科学院上海有机化学研究所研究员、副所长。

## 生平
1934年毕业于国立中央大学化学系。早年从事甾体化学研究。1980年当选为中国科学院学部委员（院士）。